# Viste
Ett viste är en plats där människor periodvis vistas. Vanligtvis används ordet om samers boplatser.

## Sameviste
Helnomadiska fjällsamer hade tidigare olika visten för olika årstider. Vid vintervistet i skogslandet bodde man i en flyttbar tältkåta. Därintill kunde enkla förvaringsställningar resas. Några permanenta anläggningar fanns däremot inte. Sommarvistet uppe på högfjället hade också ofta en tillfällig karaktär. Kåtan restes där det behövdes för att övervaka renarna. Höstvistet och vårvistet kunde finnas på olika platser, men mestadels utnyttjades samma viste för båda årstiderna. Detta höst- och vårviste placerades i lågfjällsområdet och utgjorde den fasta punkten i ett nomadiskt liv. Ofta fanns här en hel liten bosättning med torvkåtor, en stolpbod på fyra eller sex stolpar för kläder, livsmedel och andra ägodelar, en enstolpig bod (njalla) för renkött, en lave (luovve) på krysställda störar med mera. Till vistet hörde också en upplagsplats där ackjorna kunde lämnas efter vinterflyttningen.
Skogssamerna flyttade mellan ett antal fasta visten i skogslandet. Vid varje viste fanns en timrad kåta med pyramidformigt tak. I anslutning till samiska sommar- och höstvisten fanns det ofta en renvall där renarna samlades för att mjölkas.
I fornminnesregistret används termen viste för en plats med bosättningslämningar från medeltid och historisk tid, där någon av lämningstyperna kåta, husgrund eller härd ingår.

## Galleri

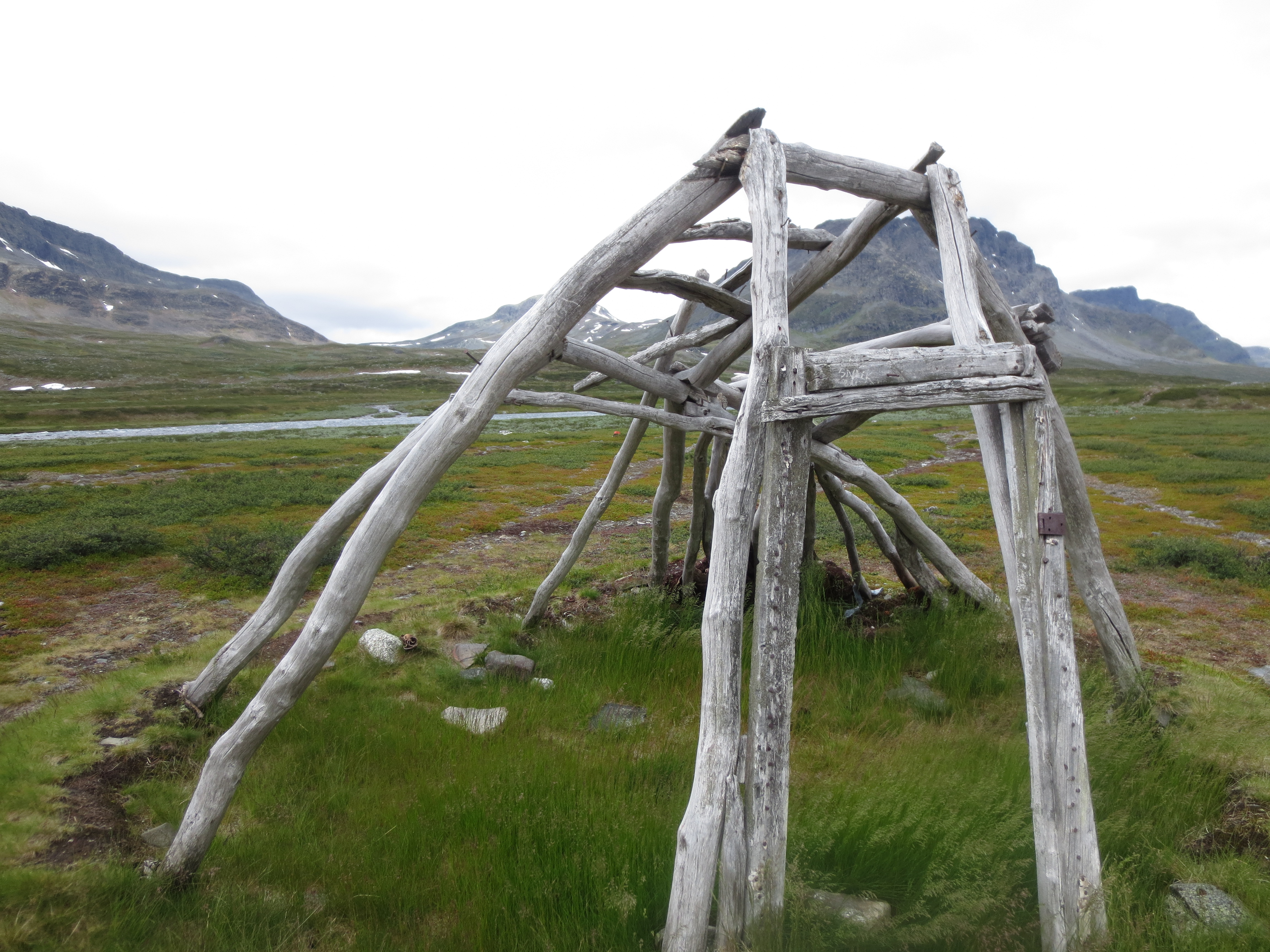
Rester från en goahti i ett gammalt sameviste i Sverige
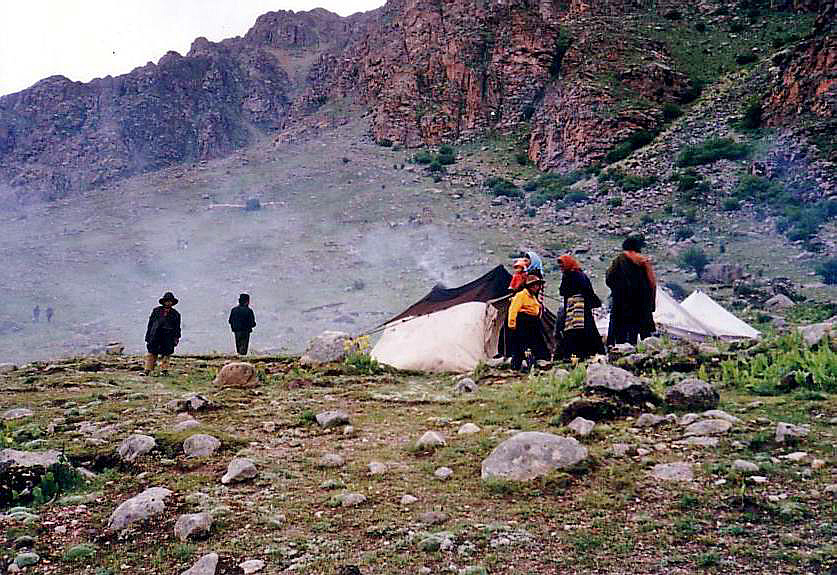
Ett nomadviste i Tibet, 1993
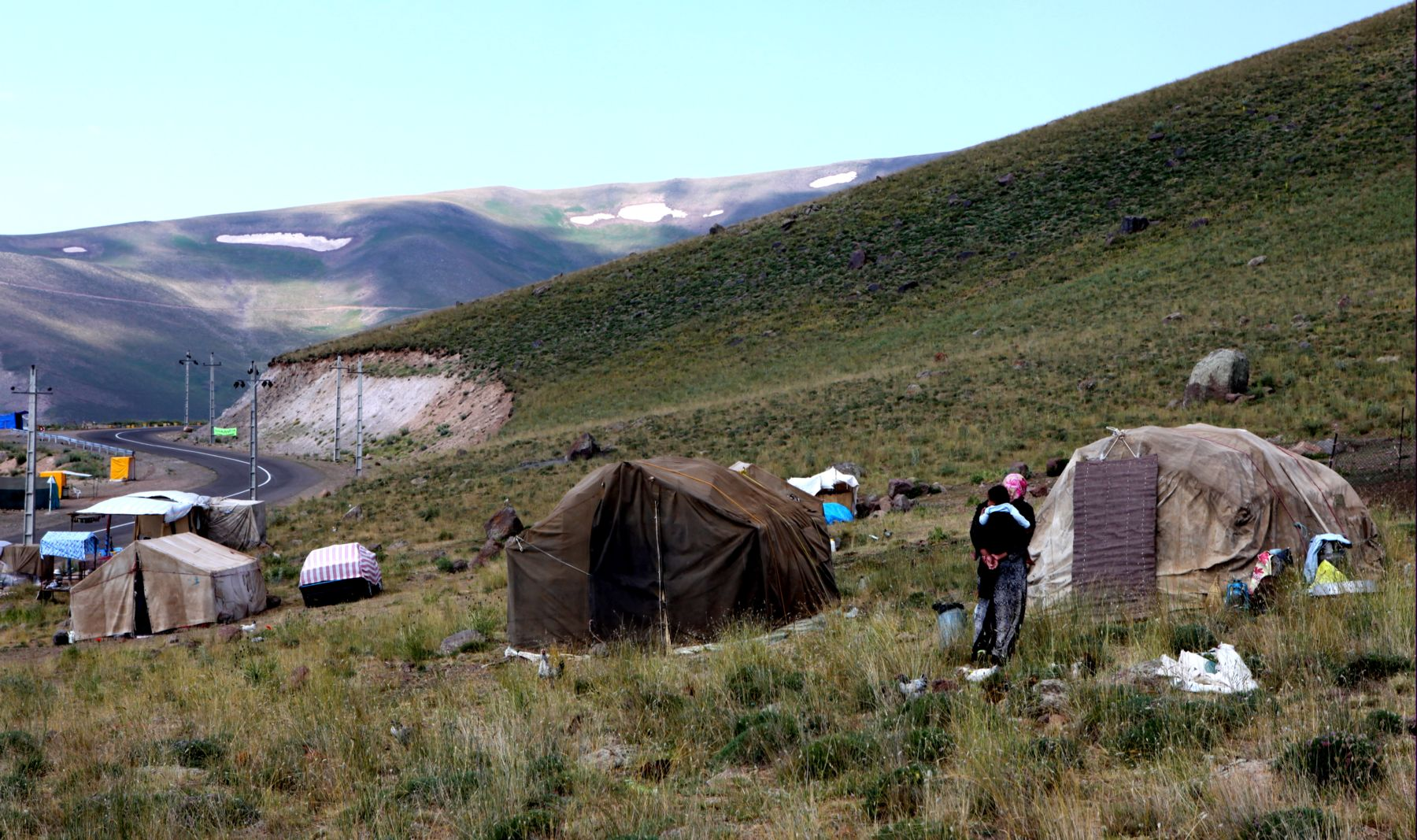
Ett Shahsavanviste i Iran
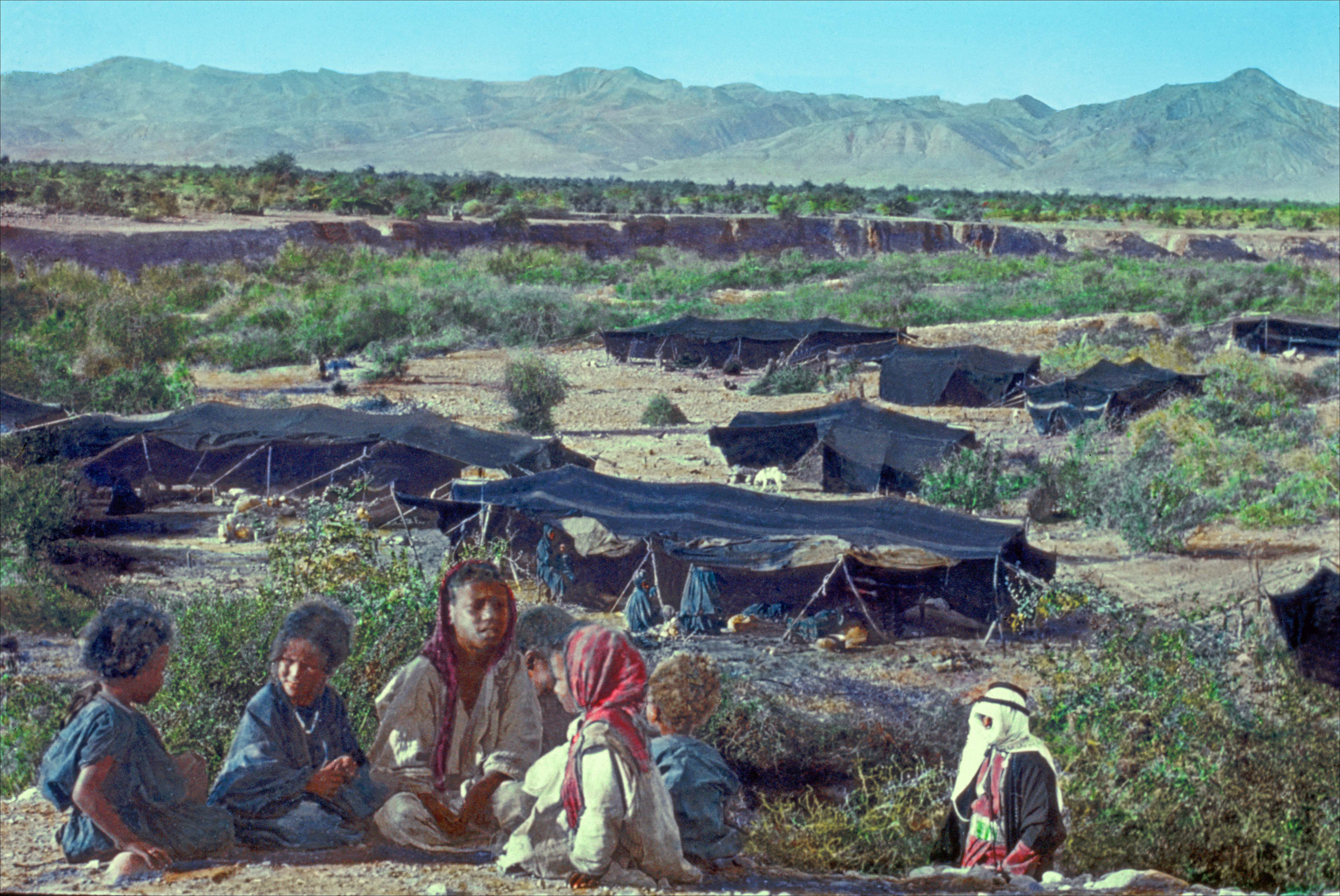
Ett Beduinläger